# Duvteatern
Duvteatern, av teatern skrivet som DuvTeatern, är en teater verksam på svenska i Helsingfors i Finland, sedan år 1999. Duvteatern sätter upp pjäser, ordnar dramaklubbar, workshops och uppläsningar. Målet för verksamheten är att skapa konstnärligt utmanande scenkonst.Verksamheten började år 1999 då Duvteatern grundades som en del av verksamheten för föreningen De Utvecklingsstördas Väl i Mellersta Nyland r.f. 

## Priser och utmärkelser
- 2021 Thalia-priset för föreställningen I det stora landskapet i samarbete med Svenska Teatern, Resonaarigroup och Wegelius Kammarstråkar[3]
- 2020 Stina Krooks stipendium[4]
- 2020 Duodecims kulturpris
- 2020 Boismanska fondens dramatikerpris för pjäsen I det stora landskapet – en sagolik familjekrönika[5]
- 2020 Antoniapriset för föreställningen I det stora landskapet i samarbete med Svenska Teatern, Resonaarigroup och Wegelius Kammarstråkar[6]
- 2019 Folktingets Bojan Sonntag-pris [7]
- 2015 Statspriset för scenkonst utdelat av Centret för konstfrämjande (Taike) [8]
- 2014 Antoniapriset för föreställningen Den Brinnande Vargen i samarbete med Klockriketeatern [9]
- 2012 Stina Krooks pris för framstående insatser inom scenkonsten [10]

## Tidigare produktioner
- 2019 I det stora landskapet, en musikteaterföreställning och en familjeberättelse. Föreställningen är ett samarbete mellan DuvTeatern, Svenska Teatern, Resonaarigroup och Wegelius Kammarstråkar. [11]
- 2018 “Sagor och sånger i november” visas två gånger i festsalen på G18 i Helsingfors. Evenemanget består av DuvTeaterns och musikgruppen Resonaarigroups performance “Drömmar och arbete” och kören Girls’n Qvinns uruppförande “När broarna brister”. Båda verken är baserade på texter skrivna av DuvTeaterns skådespelare.
- 2016 DuvTeaterns skådespelare leder improvisationsverkstaden Välkommen Glada Kollega! för professionella skådespelare och andra teaterkollegor2015 Välkommen Glada Släkting!, den första helimproviserade teaterföreställningen i samarbete med improvisationsteater Stjärnfall har premiär på Svenska Teaterns Nicken-scen
- 2014  Den Brinnande Vargen - en soaré, på Klockrike Diana i Helsingfors. Föreställningen är ett samarbete med Klockriketeatern och baserar sig på dikter skrivna av DuvTeaterns skådespelare.
- 2012 DuvTeatern framför ett diktprogram med dikter skrivna av skådespelarna på DUV i Mellersta Nyland r.f:s 40-årsjubileum Vingar i Tempelplatsens kyrka i Helsingfors
- 2011 En rovfågel flyger in – en variation på Carmen i Almisalen på Finlands Nationalopera i Helsingfors2007 Sagan om Hans och Greta och mycket    annat, en version av bröderna Grimms sagor, DuvTeaterns första barnföreställning, Helsingfors
- 2003 Vita skuggor,  en version av Anton Tjechovs Tre systrar, Helsingfors
- 2002 Nu är du Hamlet!, på Hangö Teaterträff
- 2001 Ofelias land, på Diana-scenen i Helsingfors2000 Föreställningen I häxornas och vampyrernas stad gästspelar på Hangö Teaterträff.
- 1999 I häxornas och vampyrernas stad, en version av Shakespears Romeo och Julia
- 1998 Himmel på jorden (som dramaklubb för föreningen DUV i Mellersta Nyland r.f.)[2]